# The Christmas Album (álbum de Air Supply)
The Christmas Album es el décimo álbum de estudio del dúo australiano Air Supply, lanzado al mercado en 1987, siendo su último trabajo con la disquera Arista Records. Contiene reconocidos clásicos navideños y algunas canciones originales.

## Lista de canciones
1. "White Christmas" (Berlin) - 3:25
2. "The First Noel" (Sandys) - 3:23
3. "The Little Drummer Boy" (Davis, Onorati, Simeone) - 3:07
4. "The Eyes of a Child" (Graham Russell, Brendan Graham, Rolf Lovland, Ron Bloom) - 4:33
5. "Silent Night" (Gruber, Mohr) - 3:08
6. "The Christmas Song" (Torme, Wells) - 3:01
7. "Sleigh Ride" (Anderson, Parish) - 2:23
8. "Winter Wonderland" (Bernard, Smith) - 2:35
9. "O Come All Ye Faithful" (Oakeley, Wade) - 3:14
10. "Love Is All" (Graham Russell, Billy Steinberg, Tom Kelly) - 4:33